# BMW M70
El BMW M70 es un motor de gasolina V12, el primero en su tipo creado por BMW y se produjo de 1987 a 1996, con el objetivo de equipar a las versiones tope de gama de la línea de sedanes ejecutivos de la  Serie 7 en su segunda generación  E32 y cupés de gran turismo de la Serie 8  E31. El objetivo era producir un motor con una potencia aproximada de 200 kW y que pudiera funcionar con gasolina sin plomo con octanaje 91 RON. Se decidió el desarrollo de un motor con un ángulo entre bancadas de 60°, de carrera corta para aumentar el número de revoluciones y con una configuración V12 dado que el balance de masas y el menor intervalo entre igniciones permiten un funcionamiento sin vibraciones. Años, más tarde, Mercedes Benz presentaría en respuesta su propio motor V12 (el M120) en las berlinas de la Clase S y cupés CL (W140).

## Diseño
El diseño del M70 es similar a la unión de dos bloques de  seis cilindros en línea de 2.5 litros  M20 en un ángulo de 60 grados, debido a que comparten características como la distribución por un solo  árbol de levas en culata, distancia entre cilindros de 91 mm, un diámetro de cilindros de 84 mm, carrera de cilindros de 75 mm, y una relación de compresión de 8.8: 1.
El M70 tiene las siguientes diferencias con el motor M20:
- Bloque de motor de aleación de aluminio ( AluSil) en lugar de hierro fundido para reducir el peso (ambos motores tienen culatas de aluminio).
- Medición del flujo de aire utilizando un caudalímetro de masa (MAF)[4][5] en lugar de uno de flujo (AFM) para mejorar la economía de combustible.
- Control electrónico del acelerador en lugar de un cable mecánico.
- Se usó una cadena de distribución en reemplazo de una correa de distribución, para reducir los requisitos de servicio.[6]
- Botadores de válvula hidráulicos en reemplazo de botadores ajustados mecánicamente, para reducir el nivel de ruido y los requisitos de servicio.

Las válvulas de admisión tienen un diámetro de 42mm, un 44% más grandes que las de escape (35 mm). El cigüeñal está construido con acero forjado C45E, tiene 12 contrapesos y los casquillos de biela son de 3 piezas, similares a los del motor diésel BMW M21. Debido a la posición de los cilindros, los árboles de levas son diferentes para cada bancada de cilindros.
Para el control de la mecánica, el M70 posee dos  unidades de control Bosch Motronic 1.2, una para cada bancada de cilindros, siendo luego actualizado a Motronic 1.7. La gestión electrónica regula tanto el combustible como el avance de encendido. Una tercera centralita de control, denominada EML (del alemán Elektronische Motorleistungsregelung) controla la carga motor sincronizando ambas mariposas para equiparar el flujo de aire, regulando la velocidad de ralentí y el control de crucero, entre otras funciones.
Excepto del cigüeñal y el retorno de combustible al tanque, casi todos los componentes del BMW M70 están duplicados para proporcionar redundancia: Dos bombas de combustible, rieles de combustible y reguladores de presión, distribuidores, sensores de flujo de aire, sensores de posición del cigüeñal, sensores de temperatura del refrigerante, cuerpos del acelerador y sistemas de escape cada uno con su convertidor catalítico y sensores de oxígeno lambda. La redundancia es tal que uno de los bancos de cilindros puede operar en modo de emergencia independientemente del otro.
Algunos motores M70 (como el  E32 750iL Highline) están equipados con dos alternadores. El segundo alternador es más pequeño y se usa para cargar una batería auxiliar y equipo de energía en el compartimiento de pasajeros trasero, como un teléfono, máquina de fax, enfriador de vino, control de clima independiente y cortinas posteriores eléctricas.
El motor M70 fue reemplazado por su evolución el BMW M73, que entre otras modificaciones incorpora la distribución por dos árboles de levas por bancada de cilindros y cuatro válvulas por cilindro como en el BMW M50.

## Variantes

### S70B56
Para el E31 850 CSi, se desarrolló la variante S70B56. Con un aumento de la cilindrada a 5,6 litros, aumentando tanto el diámetro como la carrera de los cilindros, esta variante entregaba 380 CV (280 kW). Se fabricaron 1510 unidades, haciéndolo el motor con producción más limitada en la historia de BMW.
Adicionalmente, se fabricaron 3 prototipos basados en el S70, incorporando culatas de dos árboles de levas a la cabeza y 4 válvulas por cilindro, para la versión M8 que nunca llegó a la producción.

### S70/2
El S70/2, si bien comparte la mayoría de las características básicas del S70B56, es esencialmente un diseño nuevo incorporando culatas de cilindro basadas en las utilizadas en el BMW M50, adoptando así dos árboles de levas por bancada, cuatro válvulas por cilindro y el sistema de distribución variable VANOS, además de cuerpos de inyección individuales. El peso de la unidad, sin accesorios es de 265kg.

### S70/3
El S70/3 es la versión utilizada exclusivamente para competición del S70/2. Tiene una reducción de la cilindrada hasta los 6.0 litros (5990 cm³) junto con otras configuraciones necesarias para su participación en la competencia de 24 horas de Le Mans.

## Datos técnicos
| Identificación         | M70B50                              | S70B56                              | S70/2                         | S70/3                         |
| ---------------------- | ----------------------------------- | ----------------------------------- | ----------------------------- | ----------------------------- |
| Disposición            | V12 a 60°                           | V12 a 60°                           | V12 a 60°                     | V12 a 60°                     |
| Distribución           | SOHC, 2 válvulas por cilindro a 14° | SOHC, 2 válvulas por cilindro a 14° | DOHC, 4 válvulas por cilindro | DOHC, 4 válvulas por cilindro |
| Refrigeración          | Líquida                             | Líquida                             | Líquida                       | Líquida                       |
| Orden de Encendido     | 1-7–5–11–3–9–6–12–2–8–4–10          | 1-7–5–11–3–9–6–12–2–8–4–10          | 1-7–5–11–3–9–6–12–2–8–4–10    | 1-7–5–11–3–9–6–12–2–8–4–10    |
| Diámetro               | 84 mm                               | 86 mm                               | 86 mm                         | 86 mm                         |
| Carrera                | 75 mm                               | 80 mm                               | 87 mm                         | 85.9 mm                       |
| Cilindrada             | 4988 cm³                            | 5576 cm³                            | 6064 cm³                      | 5990 cm³                      |
| Potencia               | 220 kW (300 CV) @ 5200 min−1        | 280 kW (380 CV) @ 5300 min−1        | 461 kW (627 CV) @ 7500 min−1  | 467 kW (635 CV) @ 8000 min−1  |
| Par motor              | 450 N·m @ 4100 min−1                | 550 N·m @ 4000 min−1                | 651 N·m @ 5600 min−1          | 670 N·m @ 5000 min−1          |
| Relación de compresión | 8.8:1                               | 9.8:1                               | 11.0:1                        |                               |

## La variante V16: BMW E32 "Goldfish"
A finales de 1980s, los tres ingenieros de BMW Karl-Heinz Lange, Adolf Fischer y Hanns-Peter Weisbarth desarrollaron el proyecto Secret Seven, que consistía en una berlina serie 7 (generación E32) con un inédito motor de 16 cilindros en V, derivado directo del M70. Con idéntica arquitectura básica (espaciado entre cilindros de 91mm, diámetro de 84mm y carrera de 75mm), el objetivo del desarrollo era el de explorar las posibilidades de un motor aún más grande que el V12 y sin competidor alguno por parte de Mercedes Benz. El proyecto se inició en junio de 1987, y seis meses después se completó el primer prototipo. Las pruebas finalizaron en febrero de 1988.
Conocido internamente en la fábrica como "Goldfish", el V16 además de contar con cuatro cilindros adicionales, incorporaba la gestión electrónica Bosch Motronic 3.3 en reemplazo de la 1.2 utilizada en el V12, capaz de gestionar cada bancada de 8 cilindros independientemente. Con estas modificaciones, la cilindrada aumentaba hasta los 6651 cm³, la potencia ascendía a 408hp a 5200 rpm, y con un torque máximo de 625 Nm a 3900 rpm. El peso del motor aumentaba hasta los 310kg.
Debido a la mayor longitud del V16 (30cm mayor al V12), todo el sistema de refrigeración debió mudarse al sector del maletero. Una característica inconfundible del 767iL Goldfish son las branquias laterales ubicadas por detrás de las puertas posteriores, para canalizar el aire de refrigeración a los radiadores dispuestos sobre la cola. También se exploró la posibilidad de incorporarlo en el Bentley Mulsanne, que por su mayor longitud permitía alojar el V16 sin necesidad de modificaciones en el sistema de refrigeración.
Esta mecánica permitía al 767iL una aceleración de 0 a 100 km/h en 6 segundos, con una velocidad máxima del orden de los 280 km/h. El consumo era uno de sus defectos, con una media de 14 litros/100km en crucero y hasta 24 litros/100 km en circuito urbano. La gran diferencia de costes respecto de la variante V12, sumado a la drástica reducción en la capacidad del maletero, fueron responsables de que el 767iL nunca pasara la fase de prototipo. El único ejemplar del 767iL "Goldfish" se conserva en el museo BMW de Múnich.

## Aplicaciones
M70B50
- 1987–1994 BMW E32 750i/750iL
- 1989–1992 BMW E31 850i
- 1993–1994 BMW E31 850Ci

S70B56
- 1992–1996 BMW E31 850CSi

S70/2
- 1993–1997 McLaren F1
- 1995–1996 McLaren F1 GTR

S70/3
- 1998 BMW V12 LM
- 1999 BMW V12 LMR
- 1997 McLaren F1 GTR